# Komische Begegnung im Tiergarten zu Stockholm
Komische Begegnung im Tiergarten zu Stockholm ist ein deutscher Spielfilm von Max Skladanowsky aus dem Jahr 1896.

## Handlung
Mehrere betrunkene Männer wanken im Djurgården (deutsch: Tiergarten) in Stockholm über die Wege und reißen dabei mehrere Personen zu Boden.

## Produktion und Veröffentlichung
Eine 35-mm-Kopie befindet sich in der Deutschen Kinemathek.